# Over Compton
Over Compton är en ort och civil parish i Storbritannien.   Den ligger i kommunen Dorset och riksdelen England, i den södra delen av landet, 180 km väster om huvudstaden London. Over Compton ligger 65 meter över havet och antalet invånare är 183.
Terrängen runt Over Compton är platt. Runt Over Compton är det ganska tätbefolkat, med 86 invånare per kvadratkilometer. Närmaste större samhälle är Yeovil, 3,3 km väster om Over Compton. Trakten runt Over Compton består till största delen av jordbruksmark.